# ديفيد إدواردز (قاضي)
ديفيد إدواردز (بالإنجليزية: David Edwards)‏ هو لاعب كرة مضرب وقاضي أسترالي، ولد في 19 سبتمبر 1871 في كونابرابران ‏ في أستراليا، وتوفي في 21 يوليو 1936 في Ashfield, New South Wales ‏ في أستراليا.